# 原島功
原島 功（はらしま いさお、1950年1月17日 - 2015年3月20日）は、日本の実業家、株式会社ベルク元代表取締役社長。

## 人物・経歴
1950年1月17日、埼玉県秩父市生まれ。1973年3月、立教大学経済学部卒業。同年4月、株式会社西友入社。1976年4月、家業である株式会社主婦の店秩父店へ入社。
1983年、営業地域の拡大等に対応し、株式会社主婦の店ベルクに商号変更。1992年、株式会社主婦の店を株式会社ベルクへ商号変更。
1995年、原島功が同社代表取締役社長に就任。
2006年には、イオン株式会社と業務・資本提携する。
2008年に、東京証券取引所市場2部上場、2009年、東京証券取引所市場1部銘柄に指定された。
2010年には、売上高1000億円達成、2018年に売上高2000億円達成、2021年には売上高2800億円を達成。
原島は2015年に亡くなるまで、経営者として、ベルクのチェーンストア展開を進め、経営規模を拡大させて企業を成長させた。
1959年に埼玉県秩父市で「主婦の店」としてスタートしたベルクは、2019年に創業60周年を迎え、買い物客、従業員、地域社会のことを考えながら、「Better Life with Community」を企業理念として掲げ、成長を続けている。企業理念の頭文字から、「Belc」と名付けられている。